# Lancia Epsilon
El Lancia Epsilon (tipo 58, Epsilon) es un automóvil de turismo fabricado por la marca italiana Lancia entre los años 1911 y 1912. El Epsilon compartía muchas características con su antecesor, el Lancia Delta 20/30hp, aunque presentaba cambios sustanciales como una distancia entre ejes notablemente mayor (327 cm), que permitió una mejora notable de la habitabilidad posterior. El motor y la transmisión por el contrario no presentaban cambio alguno, manteniéndose la cilindrada en 4084 cc, 60 hp de potencia combinado a una caja manual de 4 velocidades. Se fabricó un total de 350 ejemplares hasta finales de 1912, siendo sustituido por el Lancia Theta en 1913.